# Nathan Ambrosioni
Nathan Ambrosioni, né le 18 août 1999 à Grasse dans les Alpes-Maritimes, est un scénariste, réalisateur et monteur français.

## Biographie
Il est le fils d'un ingénieur d'affaires et d'une commerçante et a grandi dans la ville de Peymeinade.
Avec plusieurs amis, Nathan Ambrosioni réalise un premier long métrage, le film d'horreur indépendant Hostile, puis un autre intitulé Therapy.
Le grand public le découvre en 2019 avec la sortie de Les Drapeaux de papier, porté par Noémie Merlant et Guillaume Gouix : le film retrace les relations difficiles entre un homme à peine sorti de prison et sa jeune sœur. Alors qu'il n'a aucun contact ni aucune expérience professionnelle dans le cinéma au moment d'entreprendre la réalisation de ce film, Nathan Ambrosioni devient le plus jeune réalisateur bénéficiant de l'avance sur recettes du CNC,.
« Nathan Ambrosioni : itinéraire d’un enfant doué », écrit le magazine Première lors de la sortie de Les Drapeaux de papier, qu'il a écrit (il n'avait alors que 17 ans), réalisé et monté .
Toni, en famille, que Nathan Ambrosioni a écrit, réalisé et monté
 sort en France le 6 septembre 2023 et remporte le prix du meilleur film au Festival du Film de Demain à Vierzon,,. La même année, il rejoint le jury de la sixième édition du Festival Films courts de Dinan.
Il figure parmi les 10 plus jeunes réalisateurs français prometteurs de l'année 2023 dans le magazine New-Yorkais "Elucid magazine"

## Filmographie

### Longs métrages
- 2014 : Hostile
- 2016 : Therapy
- 2018 : Les Drapeaux de papier[14]
- 2023 : Toni, en famille
- 2025 : Les enfants vont bien[15]

### Vidéoclips
- 2021 : Un peu d'Oxygène - Renard Tortue
- 2021 : Sanzaterrissage - Nils Handz

## Récompenses et distinctions
- 2014 : pour Hostile
  - La Samain du cinéma fantastique de Nice : meilleur réalisateur[16]
  - ToHorror Fantastic Film Festival : meilleur premier film[17]
- 2018 : pour Les Drapeaux de papier
  - Festival international du film de La Roche-sur-Yon : Prix du public[réf. nécessaire]
  - Festival Premiers Plans d'Angers : Prix du public - Jean Claude Brialy[18]
- 2023 : pour Toni, en famille
  - Festival du film de demain : 
    - Prix du meilleur film[19]
    - Prix du meilleur scénario[19]
    - Prix du public[19]

  - Festival du film francophone d'Angoulême : sélection  « Coups de cœur » [20]